# Borgo Santi Apostoli
se di novi vicin fosser digiuni.»
(Dante Alighieri, Paradiso, XVI, 134-135)
Borgo Santi Apostoli è un'antica strada di Firenze che prende il nome dalla chiesa di Santi Apostoli.
La via si trovava fuori dalle mura di epoca romana, ma vi venne inclusa in epoca carolingia. Il lato nord della strada presenta ancora uno stile compatto, tipico di edifici un tempo addossati a un'unica cortina muraria.
La via è ricca di architetture storiche, in gran parti risalenti al Trecento, come i numerosi palagi, che in quell'epoca sostituirono le case torri per le ricche famiglie dei mercanti fiorentini.
La parte più vicina a via Por Santa Maria ha risentito delle mine dell'agosto del 1944 che distrussero gran parte della zona, per questo vi si trovano edifici moderni. Fu una superstite quasi "miracolata" la Torre dei Baldovinetti, che per la sua posizione arretrata e la compattezza della muratura con strettissime finestre subì danni ma non crollò. Il vicino Palagio Buondelmonti invece dovette essere in gran parte ricostruito. Proprio ai Buondelmonti alludeva Dante Alighieri quando citò il "Borgo" fiorentino, nel canto dedicato alle famiglie antiche di Firenze in Paradiso con il trisavolo Cacciaguida (Paradiso, XVI, 134-135). 
Il palazzo medievale più importante della strada si trova al numero 8 ed è il Palazzo Acciaiuoli, che ingloba anche l'antica Torre dei Buondelmonti, appartenuto a Niccolò Acciaiuoli ed in seguito da lui assegnato ai monaci della Certosa di Firenze, da lui fondata, i quali apposero il loro stemma sulla facciata, ancora presente, con la croce del Calvario tra due leoni rampanti e la scritta Certosa. Anche al numero 10 si trova una casa Acciaiuoli, mentre al 14 si incontra il primo dei palazzi di una famiglia molto presente su questa strada, gli Altoviti.
Il Palazzo Borgherini-Rosselli del Turco è invece un importante palazzo dell'inizio del Cinquecento, costruito quasi certamente da Baccio d'Agnolo. Davanti al palazzo si trova l'accesso al piccolo giardino del palazzo, costruito esternamente poiché non vi era spazio sufficiente per ricavarlo accorpato al palazzo.
Il palazzo Borgherini si appoggia infatti sul retro sulla chiesa di Santi Apostoli, al punto da avere una grata che collega la cappella privata nel palazzo con la navata della chiesa. Poco più avanti si apre la piazza del Limbo, dove la chiesa ha la facciata, e dove si trova sul lato di Borgo Santi Apostoli l'edificio delle vecchie treme pubbliche, costruite nel 1826, come testimonia un'iscrizione scolpita.
Il principale Palazzo degli Altoviti si trova al numero 18, ed appartenne alla stessa famiglia la casa al 25, che ha un busto di Cosimo II de' Medici sulla facciata e risale quindi al periodo dopo la riappacificazione tra le due famiglie.
Al 22 si trova il  Palazzetto Scali-Buondelmonti, al 27 la Casa delle Monache di Santa Maria della Disciplina ed al 29, infine il Palazzo Salutati.

## Altre immagini

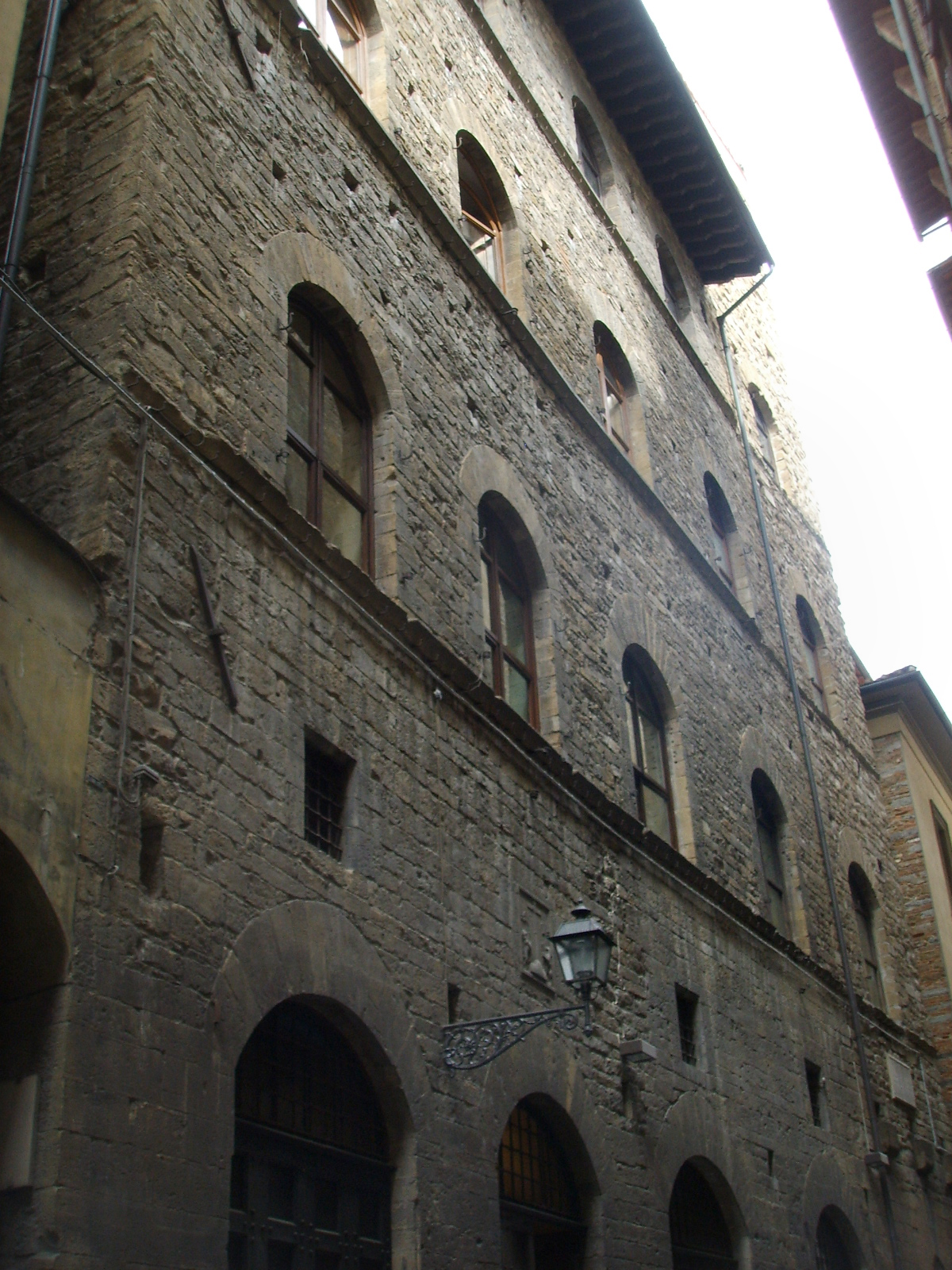
Palazzo Acciauoli
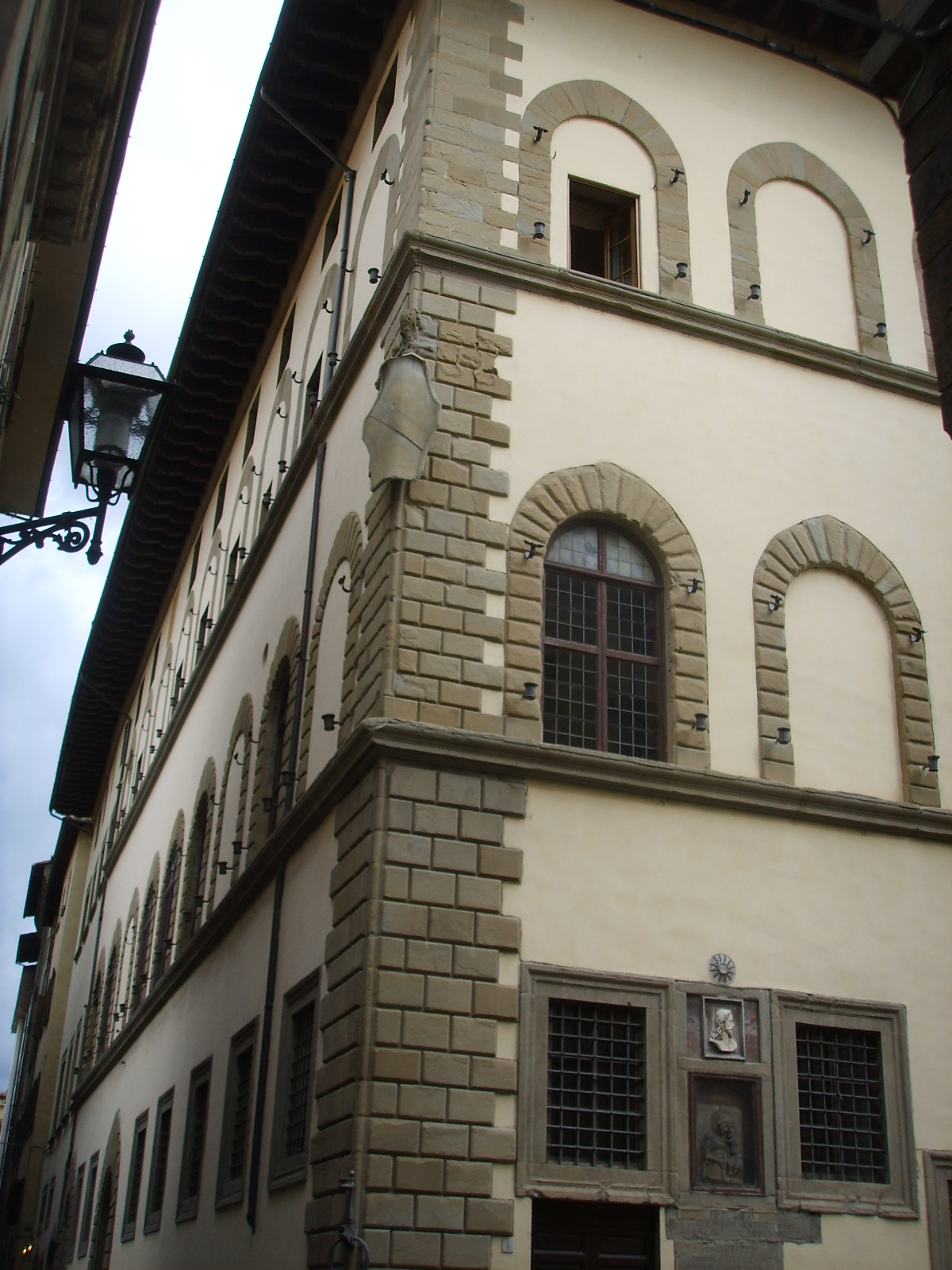
Palazzo Borgherini-Rosselli del Turco
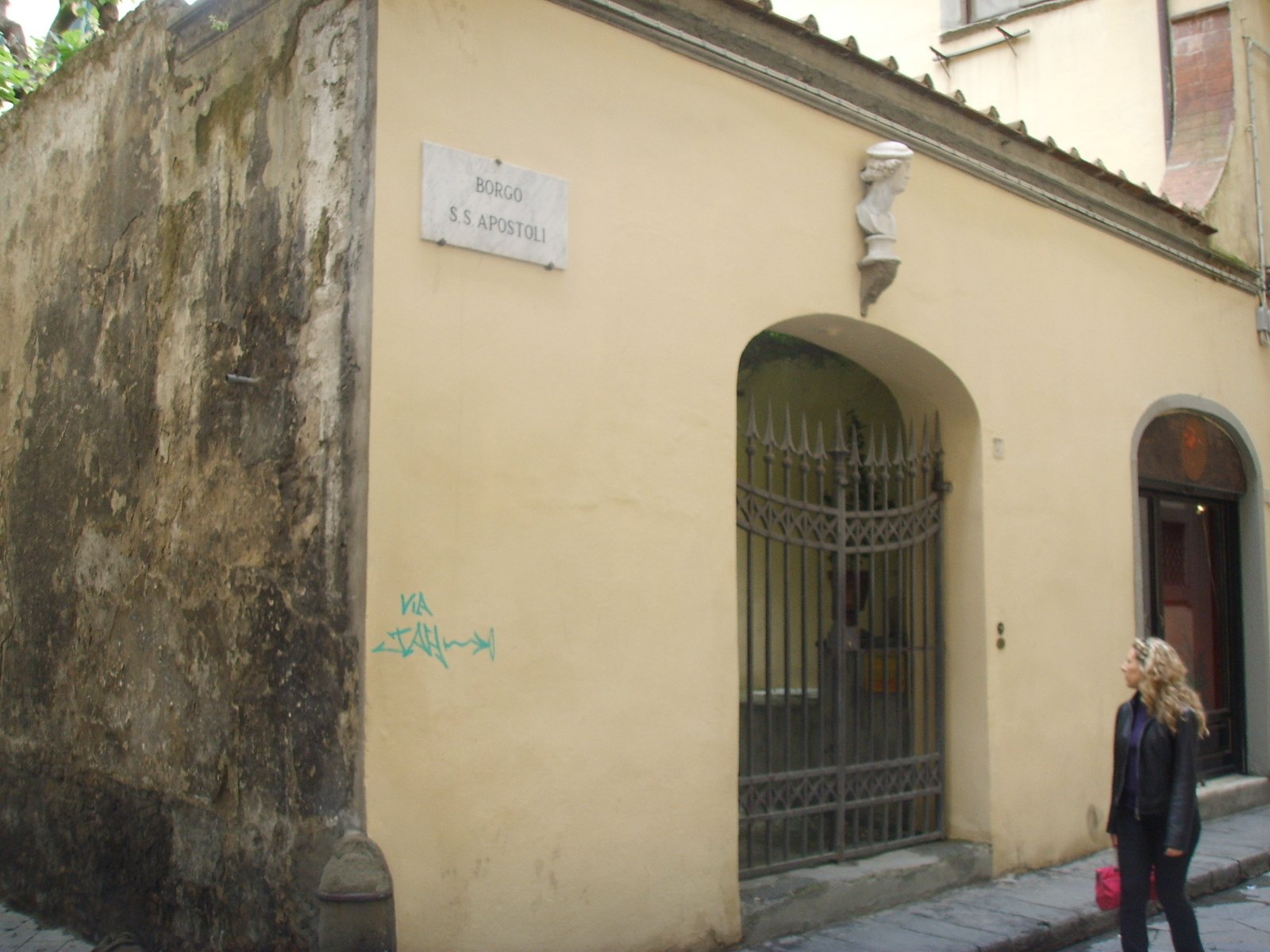
Il Giardino di Palazzo Borgherini-Rosselli del Turco
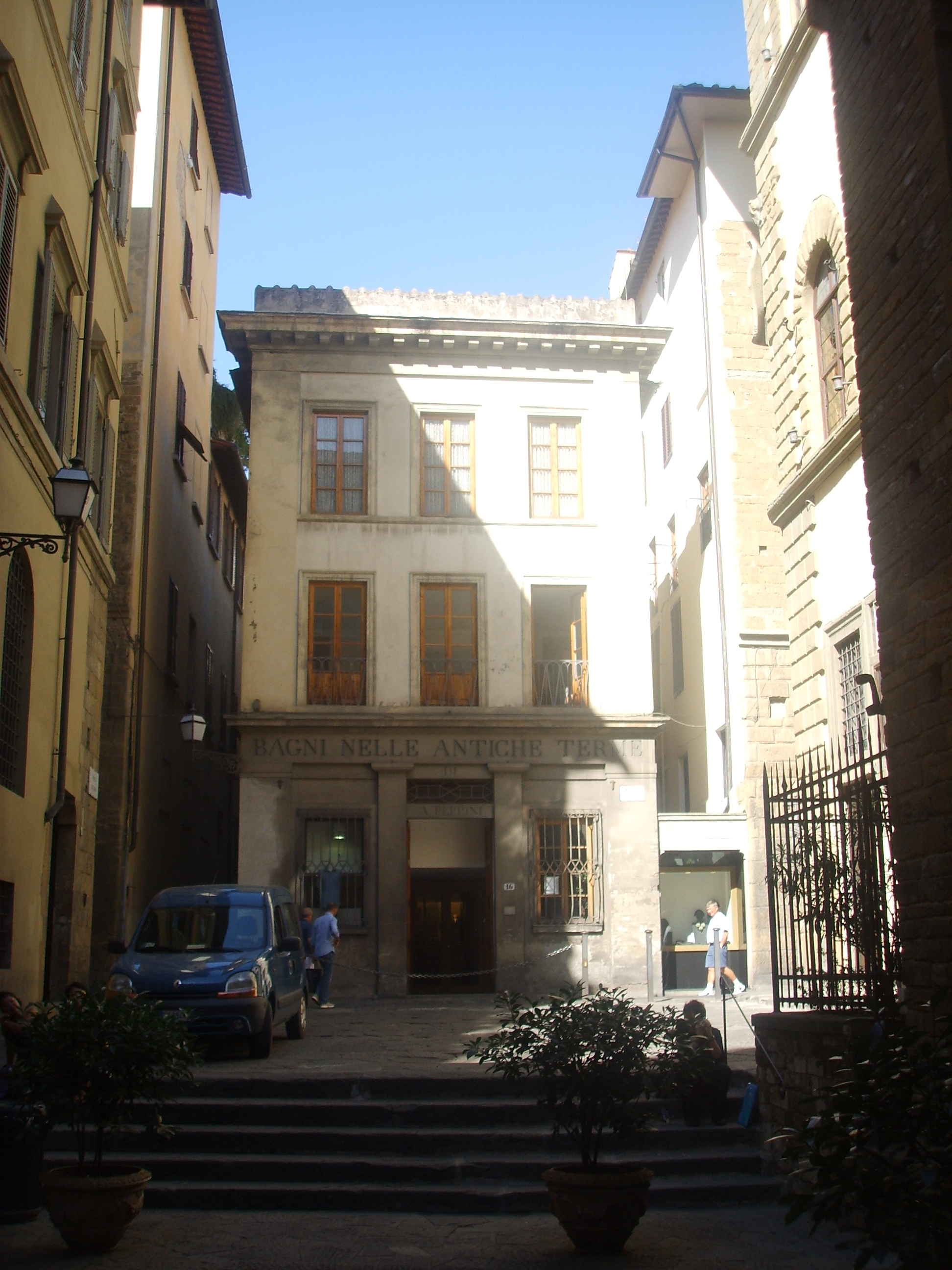
Palazzetto delle Terme